# Jason Willinger
Jason Willinger (1971) è un attore e doppiatore statunitense.

## Biografia
Jason Willinger ha prestato la propria voce al personaggio di Robbie Sinclair nella sitcom I dinosauri. Ha anche doppiato alcune voci nel film In viaggio con Pippo.
Willinger è stato anche co-protagonista nel film Zebrahead del 1992 ed è stato protagonista nelle sitcom Cybill e Champs. Nel 2006, Willinger è stato il narratore della serie televisiva Everest: Oltre il limite e in Cesar 911.

## Filmografia
- I dinosauri (1991–1994) - Robbie Sinclair
- Zebrahead (1992) - Bobby
- A Goofy Movie (1995) - voci addizionali
- Cybill (1995) - Willy
- Champs (1996) - Rick
- Chasing the Sun (2001)
- TV Tales (2002) - narratore
- Everest: Beyond the Limit (2006–2009) - narratore
- Cesar 911 (2014–present) - narratore
- Munich'72 and Beyond (2016) (documentario) - narratore